# Matthew Jarvis
Matthew Thomas Jarvis (ur. 22 maja 1986 w Middlesbrough) – angielski piłkarz, gracz Norwich City.
Po okresie spędzonym w młodzieżowych zespołach Millwall, profesjonalną karierę zaczął w Gillingham, gdzie zadebiutował w lidze w wieku 17 lat. Rozegrał ponad 100 meczów dla tego zespołu, stał się celem transferowym mocniejszych klubów, ostatecznie podpisując kontrakt z Wolverhampton Wanderers w czerwcu 2007 roku. Po utrudnionym początku spowodowanym kontuzją, dobrymi występami zdołał wywalczyć miejsce w pierwszym składzie. Jego rodzice byli tenisistami stołowymi, którzy wspięli się na pierwsze miejsca, odpowiednio w rankingu męskim i żeńskim.

## Kariera
Urodzony w Middlesbrough, Jarvis rozpoczął karierę piłkarską w Millwall, jednak wkrótce został zwolniony, i dołączył do Gillingham, w którym przebywał jako praktykant. Dzięki absencji kilku graczy spowodowanej epidemią grypy, 4 listopada 2003 roku Jarvis w wieku 17 lat otrzymał szansę debiutu w lidze, a miało to miejsce w spotkaniu z Sunderlandem. Anglik wszedł na murawę w 76. minucie zastępując Richarda Rose’a, a mecz zakończył się porażką Gillingham 1:3. Kolejnym spotkaniem, w którym wystąpił, był przegrany pojedynek w Pucharze Anglii z Burnley rozegrany 24 stycznia 2004 roku, zaś w marcu i kwietniu regularnie już pojawiał się na boisku. Ogółem w sezonie 2003/2004 dwukrotnie rozpoczynał spotkania od pierwszych minut i osiem razy wszedł z ławki rezerwowych, występował także w zespole młodzieżowym, pomagając mu dostać się do najlepszej szesnastki Młodzieżowego Pucharu Anglii. Na krótko przed końcem sezonu podpisał swój pierwszy profesjonalny kontrakt w karierze, wiążąc się z klubem na okres trzech lat.
W kolejnym sezonie Jarvis wywalczył pewne miejsce w wyjściowym składzie, występując w 30 ligowych meczach, pomimo że wskutek przepukliny pauzował przez pięć tygodni. Pierwszego gola dla klubu zdobył w wygranym spotkaniu z Wolverhampton Wanderers, 30 października 2004 roku. Mimo to Gillingham nie zdołało uniknąć spadku z ligi. W sezonie 2005/2006 Jarvis regularnie występował w składzie, zdobył siedem bramek, co statystycznie jest jego najlepszym sezonem w karierze.
W połowie sezonu 2006/2007 Gillingham zaproponowało zawodnikowi nowy, oparty na lepszych warunkach, kontrakt. Jarvis odrzucił ofertę, zaś później poprzez swojego agenta stwierdził, że chętnie pozostanie na Priestfield Stadium, jeżeli klub „udowodni, że będzie mógł on spełnić w nim swe ambicje”. Wiele klubów występujących w Premier League i Championship wykazało zainteresowanie pomocnikiem. Plymouth Argyle złożyło nawet ofertę kupna, która została przez gracza odrzucona, co menedżer Ian Holloway skomentował tak: „Złożyliśmy mu propozycję, jednak Jarvis nam odmówił”. Pod koniec sezonu, Nottingham Forest złożyło wartą 650 tysięcy funtów ofertę, z nadzieją wypożyczenia zawodnika przed rozpoczęciem okna transferowego i zakończeniem sezonu, jednak oferta została odrzucona przez agenta piłkarza. Zainteresowanie Jarvisem wyraził także Charlton Athletic, jednak prezes Gillingham, Paul Scally stwierdził, że agent zawodnika był blisko porozumienia z innym klubem. Dodał także, że Jarvis ma potencjał, by występować w przyszłości w reprezentacji Anglii.
W kwietniu 2007 roku członkowie Professional Footballers’ Association wybrali Jarvisa do Drużyny Roku w Championship. Miesiąc później Gillingham zaproponowało zawodnikowi jeszcze bardziej atrakcyjny kontrakt, usiłując zatrzymać piłkarza w drużynie, jednak Jarvis wybrał ofertę Wolverhampton Wanderers, wiążąc się z klubem 2-letnią umową z możliwością przedłużenia o kilka kolejnych lat. Kluby porozumiały się co do sumy transferu, ale dokładna kwota nie została ujawniona.
Podczas przedsezonowych przygotowań Jarvis doznał kontuzji biodra i pachwiny, wskutek czego nie mógł grać do września. W końcu 20 października 2007 roku zadebiutował w barwach klubu, kiedy to wszedł na murawę w 88. minucie wygranego 2:0 spotkania z Charlton Athletic. Po wznowieniu treningów z pełnym obciążeniem, stał się podstawowym zawodnikiem drużyny, występując w kolejnych 27 spotkaniach w sezonie 2007/2008. Pierwszego gola dla zespołu zdobył w grudniu 2007 roku w zremisowanym 1:1 meczu przeciwko Leicester City.
30 września 2008 roku Jarvis doznał urazu ścięgna podkolanowego w przegranym meczu z Reading na Molineux Stadium, i został wykluczony z gry na sześć tygodni. Do gry Jarvis powrócił 6 grudnia, kiedy to zagrał w spotkaniu z Queens Park Rangers. W lutym 2009 roku przedłużył swój kontrakt z klubem do roku 2012.

## Statystyki kariery
Ostatnio aktualizowano 4 lutego 2016
| Klub            | Sezon     | Football League | Football League | Puchar Anglii | Puchar Anglii | Puchar Ligi Angielskiej | Puchar Ligi Angielskiej | Johnstone’s Paint Trophy Rozgrywki Kontynentalne | Johnstone’s Paint Trophy Rozgrywki Kontynentalne | Ogólnie | Ogólnie |
| Klub            | Sezon     | Wys             | Gole            | Wys           | Gole          | Wys                     | Gole                    | Wys                                              | Gole                                             | Wys     | Gole    |
| --------------- | --------- | --------------- | --------------- | ------------- | ------------- | ----------------------- | ----------------------- | ------------------------------------------------ | ------------------------------------------------ | ------- | ------- |
| Gillingham      | 2003/2004 | 10              | 0               | 1             | 0             | 0                       | 0                       | 0                                                | 0                                                | 11      | 0       |
| Gillingham      | 2004/2005 | 30              | 3               | 0             | 0             | 1                       | 0                       | 0                                                | 0                                                | 31      | 3       |
| Gillingham      | 2005/2006 | 35              | 3               | 1             | 1             | 3                       | 1                       | 2                                                | 2                                                | 41      | 7       |
| Gillingham      | 2006/2007 | 35              | 6               | 2             | 0             | 1                       | 0                       | 1                                                | 0                                                | 39      | 6       |
| Gillingham      | Ogółem    | 110             | 12              | 4             | 1             | 5                       | 1                       | 3                                                | 2                                                | 122     | 16      |
| Wolves          | 2007/2008 | 26              | 1               | 2             | 0             | 0                       | 0                       | 0                                                | 0                                                | 28      | 1       |
| Wolves          | 2008/2009 | 28              | 2               | 1             | 0             | 0                       | 0                       | 0                                                | 0                                                | 29      | 2       |
| Wolves          | 2009/2010 | 34              | 3               | 1             | 1             | 1                       | 0                       | 0                                                | 0                                                | 36      | 4       |
| Wolves          | 2010/2011 | 37              | 4               | 3             | 1             | 1                       | 0                       | 0                                                | 0                                                | 41      | 5       |
| Wolves          | 2011/2012 | 37              | 8               | 1             | 0             | 1                       | 0                       | 0                                                | 0                                                | 39      | 8       |
| Wolves          | 2012/2013 | 3               | 0               | 0             | 0             | 0                       | 0                       | 0                                                | 0                                                | 3       | 0       |
| Wolves          | Ogółem    | 165             | 15              | 8             | 2             | 3                       | 0                       | 0                                                | 0                                                | 176     | 20      |
| West Ham United | 2012/2013 | 32              | 2               | 1             | 0             | 1                       | 0                       | 0                                                | 0                                                | 34      | 2       |
| West Ham United | 2013/2014 | 32              | 2               | 1             | 0             | 2                       | 2                       | 0                                                | 0                                                | 35      | 4       |
| West Ham United | 2014/2015 | 11              | 0               | 2             | 0             | 0                       | 0                       | 0                                                | 0                                                | 13      | 0       |
| West Ham United | 2015/2016 | 5               | 0               | 0             | 0             | 0                       | 0                       | 5                                                | 0                                                | 10      | 0       |
| West Ham United | Ogółem    | 79              | 4               | 4             | 0             | 3                       | 2                       | 0                                                | 0                                                | 84      | 6       |
| Norwich City    | 2015/2016 | 12              | 1               | 0             | 0             | 2                       | 1                       | 0                                                | 0                                                | 14      | 2       |
| Norwich City    | Ogółem    | 12              | 1               | 0             | 0             | 2                       | 1                       | 0                                                | 0                                                | 14      | 2       |

## Styl gry
W 2006 roku były kolega z zespołu, Steve Claridge stwierdził, że głównymi atutami Jarvisa są jego siła oraz odporność psychiczna, styl poruszania się po boisku oraz umiejętność przewidywania ruchu piłki. Dodał też, że Gillingham sprawiało rywalom więcej zagrożenia, kiedy Anglik miał dużo miejsca na boisku. Pomocnik ma opinię gracza świetnie radzącego sobie w pojedynkach powietrznych, mimo stosunkowo niskiego wzrostu. Powiedział także, że przeciwnicy mieli nikłe szanse powstrzymać Jarvisa, gdy ten wspierał drużynę w atakach na bramkę rywali.

## Życie prywatne
Rodzice Jarvisa, Nick i Linda, byli w przeszłości tenisistami stołowymi i zajmowali pierwsze miejsca w brytyjskich rankingach sportowych. Po zakończeniu swoich karier założyli firmę Jarvis Sports zajmującą się dostawami sprzętu do tenisa stołowego, zaś w roku, w którym urodził się syn, przeprowadzili się z Guisborough do Guildford.